# Перси Джексон и проклятие титана
«Перси Джексон и Проклятие титана» (англ. The Titan's Curse) — это третья книга из серии про Перси Джексона. Эта книга описывает приключения четырнадцатилетнего полубога Перси Джексона,сына Посейдона. На этот раз Перси и его друзьям предстоит отправиться на поиски Артемиды, богини охоты, и Аннабет, дочери Афины, встретиться с Атласом и Лукой, сыном Гермеса.

## Сводка
Как и другие книги из серии о Перси Джексоне, Проклятие титана — фэнтези, с использованием понятий древнегреческой мифологии в современной обстановке. Сюжет быстро развивается и  написан с юмором, а также такими темами, как любовь и верность.

### Сюжет
События происходят спустя четыре месяца после прошлой серии.
Перси Джексон, Аннабет и Талия, дочь Зевса, спасённая Золотым Руном в предыдущей книге, проникают в военизированную школу Уэстовер-Холл, в штате Мэн, где учатся двое полукровок: Нико и Бьянка ди Анджело, на которых объявлена охота. Владыка титанов Кронос жаждет заполучить в свои ряды новых талантливых героев, поэтому не остановится ни перед чем, чтобы достичь своей цели. На этот раз герои в самом начале своей миссии вынуждены столкнуться с опасным чудовищем Мантикорой, притворившемся заместителем директора.
Только вмешательство свиты охотниц богини-охотницы Артемиды спасает героев от гибели. Впрочем, совсем без жертв не обошлось — в ходе схватки с Мантикорой со скалы падает подруга Перси Аннабет. Как позже выясняют герои, Аннабет похитил и взял в плен мятежный и проклятый богами Олимпа титан Атлас. Во снах Перси видит, что Атлас обманом заставил Аннабет держать небосвод вместо себя. Сам Атлас примыкает к своему повелителю Кроносу и встаёт во главе его армии, как и много лет назад. Между тем в лагере Бьянка ди Анджело примыкает к свите Охотниц Артемиды.
По прибытии в «Лагерь полукровок» Перси узнаёт, что Атлант похитил не только Аннабет, но и саму Артемиду, которые теперь томятся на вершине горы Тамалпаис в Калифорнии, где титаны возводят свою крепость Отрис. Юный герой вызывается на Поиск, а вместе с ним идут вызволять пленников Гроувер, Талия, Бьянка и Зоя Ночная Тень, ещё одна из Охотниц Артемиды. Героев не пугает страшное пророчество Дельфийского оракула, гласящее, что двое не вернутся обратно, и они все вместе направляются к горе Тамалпаис, чтобы бросить вызов Атласу. Пророчество оказалось правдивым — во время миссии погибает Бьянка ди Анджело, когда спасает остальных в схватке с бронзовым гигантом Талосом. А уже на горе Тамалпаис в схватке с собственным отцом Атласом гибнет Зоя. Хитростью и силой Перси удаётся повергнуть титана и освободить Аннабет и Артемиду. Там же на горе он снова лицом к лицу встречается со своим давним противником Лукой, которому приходится сражаться с Талией. В конце концов, Лука падает с вершины горы, сброшенный Талией, но чудом остаётся жив.
На совете богов мать Аннабет - Афина высказывает мысль, что Перси Джексона лучше уничтожить сейчас, дабы в будущем сохранить Олимп. В итоге большинство богов голосует за то, чтобы оставить Перси Джексона в живых. Но тут появляется новая тема для обсуждений - Офиотавр, принеся которого в жертву, можно уничтожить богов Олимпа. Некоторые боги высказывают предположения что Офиотавра лучше убить. Перси настаивает на том чтобы сохранить жизнь этому невинному существу. В итоге на Олимпе воздвигают огромную водяную сферу и помещают в неё Офиотавра. В конце совета Артемида говорит что ей нужна будет новая предводительница охотниц из-за смерти Зои, и Талия, которой завтра должно было исполниться 16 лет, чтобы избежать своего шестнадцатилетия и не стать героиней Великого пророчества, принимает предложение Артемиды и становится вечно юной охотницей.
Возвращение в лагерь не приносит Перси облегчения. Он рассказывает Нико ди Анджело о смерти сестры. Убитый горем мальчик винит во всём Перси, который не выполнил своего обещания охранять Бьянку. Тогда же Нико демонстрирует свою силу повелевать мёртвыми созданиями, такими как воины-зомби, которые преследовали Перси с начала книги. Перси понимает, что и третий брат «Большой тройки» — Аид — не сдержал обещания и обзавёлся потомком в мире смертных, хотя потом выясняется, что его дети родились до клятвы, и прожили около полувека в казино "Лотос" Это настораживает Перси. Теперь пророчество, высказанное Оракулом о том, что ребёнок кого-то из «Большой тройки» послужит гибелью или спасением Олимпа, принимает новый оборот. Нико, Перси — о ком-то из них говорится в пророчестве. Но о ком?
Нико бежит из лагеря, но клянётся отомстить Перси за смерть сестры. Таким образом, юный сын Посейдона наживает себе нового врага в лице отпрыска Аида.

### Основные герои
- Перси Джексон — четырнадцатилетний полубог, сын Посейдона, путешествует с друзьями в Сан-Франциско, чтобы спасти Аннабет и Артемиду.
- Талия Грейс — пятнадцатилетняя полукровка, дочь Зевса. Первый раз появляется в Похитителе Молний во сне Перси, потом возрождается в конце второй книги, благодаря Золотому руну.
- Аннабет Чейз — четырнадцатилетняя полукровка, дочь Афины, подруга Перси. Попадает в плен к Атланту.
- Гроувер Ундервуд — 30-летний сатир, друг Перси. Попадает в команду Зои.
- Лука Кастеллан — 21-летний полубог, сын Гермеса, бывший друг и основной противник Перси.
- Зоя Ночная Тень — дочь Атланта, верная помощница Артемиды, набирает команду из пяти добровольцев (Гроувер, Талия, Бьянка и Перси). Погибает по вине её отца - Атланта. Артемида создает созвездие в честь Зои после её смерти.
- Бьянка ди Анджело — двенадцатилетняя полукровка, дочь Аида, новая охотница Артемиды, погибает в пустыне металлолома, пожертвовав своей жизнью ради спасения друзей.
- Нико ди Анджело — десятилетний полубог, младший брат Бьянки, сын Аида, проводил с сестрой десятилетия в казино «Лотос». Винит Перси в гибели сестры.

## Пророчество
Пророчество для Зои Ночной Тени:
Пять на запад пойдут за богиней в цепях,

Одного потеряют в краю без дождя,

Погибель Олимпа укажет дорогу,

Полукровки и Девы беду превозмогут,

Проклятье титана одного из вас ждёт,

И один от руки отцовской падёт.

### Пояснение
Из лагеря выходят четверо, но во время поиска, к ним присоединяется Перси. Вся компания отправилась на поиски Артемиды, богини охоты, а также на поиски Аннабет, дочери Афины. Бьянка ди Анджело, погибает на свалке металлолома от чудовища, созданного Гефестом.
Лука часто снится во снах Перси, говорящим с неизвестным чудовищем, и тем самым заманивает участников поиска в ловушку. Так как Лука знает, что Перси отправится на поиски Аннабет. Два полубога, две охотницы Артемиды и сатир Гроувер, объединяют свои силы.
Артемида обманом заманивает под небосвод Атланта и титан снова вынужден его держать. Но прежде, чем заманить титана, Атлант сильно ранит Зою, свою дочь.